# Urahoro
Urahoro (japanska: 浦幌町?, Urahoro-chō) är en landskommun (köping) i Hokkaido prefektur i Japan. 